# Sölla

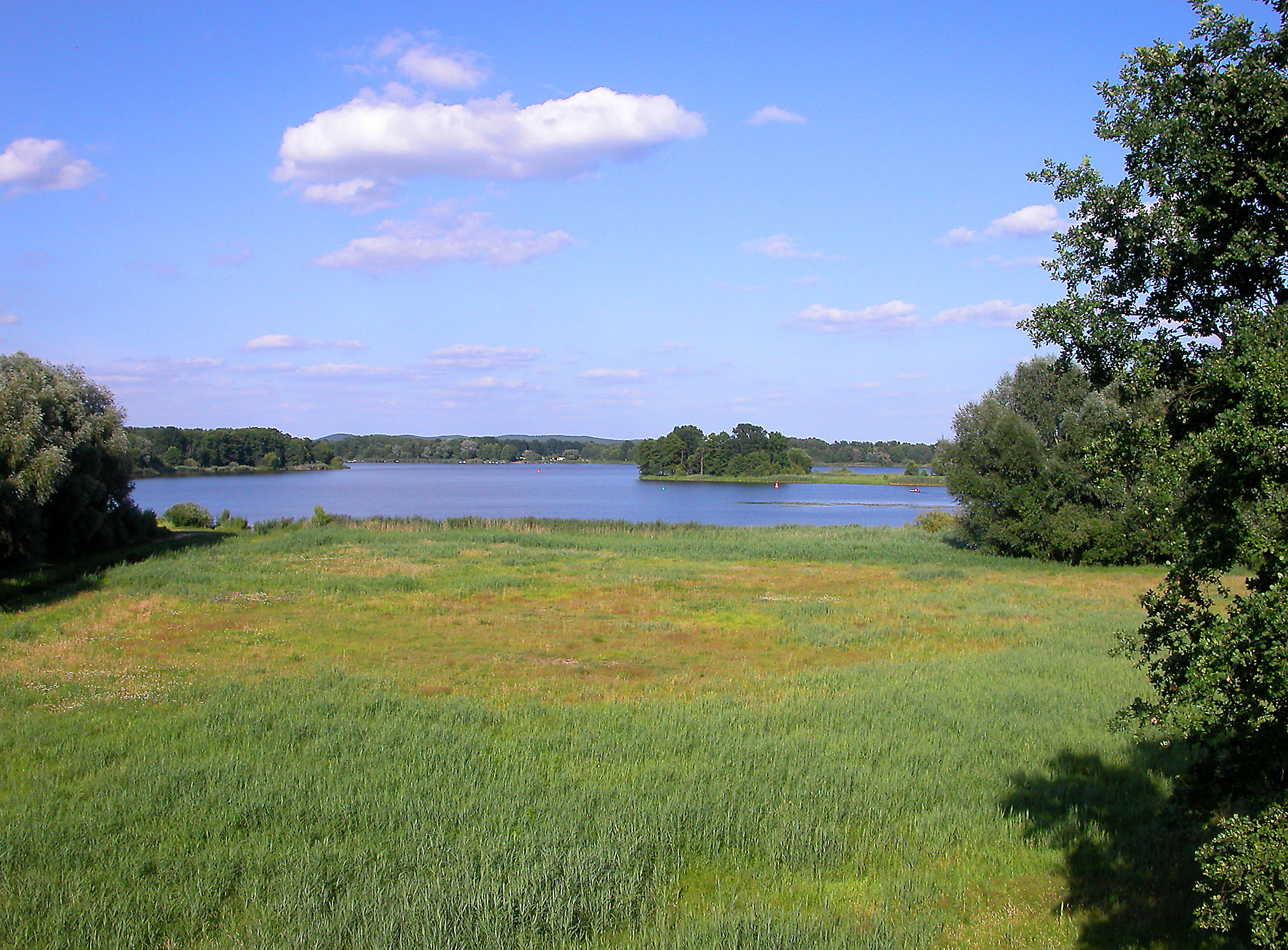
Naturschutzgebiet Sölla (Juli 2005): Blick von Westen über den Neuendorfer See, in der Bildmitte befindet sich das Nordkap der Halbinsel Sölla

Das Naturschutzgebiet Sölla liegt im Landkreis Dahme-Spreewald in Brandenburg und gehört zum Biosphärenreservat Spreewald.
Das rund 33,4 ha große Naturschutzgebiet erstreckt sich liegt westlich von Neuendorf am See, einem Ortsteil der Gemeinde Unterspreewald, im südlichen Bereich des 297 ha großen Neuendorfer Sees. Südlich des Gebietes verläuft die Landesstraße L 42, südwestlich fließt die Spree. Nördlich erstreckt sich das 67,8 ha große Naturschutzgebiet Neuendorfer Seewiesen.

## Bedeutung
Das Gebiet mit der Kenn-Nummer 1244 wurde mit Verordnung vom 12. September 1990 unter Naturschutz gestellt. Es handelt sich um eine Halbinsel und Insel mit dichtem Verlandungsgürtel.